# カントリー・ブルース
カントリー・ブルース (country blues) は、アメリカ合衆国の田舎で演奏された、主にギターを中心としたブルースの形態の内、アコースティック・ギターを用いるものの総称である。他にフォーク・ブルース (folk blues)、ルーラル・ブルース (rural blues)、ダウンホーム・ブルース (downhome blues) などの呼び方もある。

## 歴史
戦前、アフロアメリカンの間で人気があったブルース・シンガーとしては、チャーリー・パットン、ブラインド・レモン・ジェファーソンらがいた。1960年代に有名になったロバート・ジョンソンは、当時は無名の存在だったという。カントリー・ブルースは、田舎のゴスペルや、ラグタイムの要素を取り込み、ときにはヒルビリー、ディキシーランド・ジャズなどの要素まで見られる場合もある。アメリカ合衆国南部でブルースが生まれた後、ブルースはカントリー/田舎にも、その他の場所にも広がって行き、各地に独自のスタイルが誕生した。メンフィス・ブルース、デトロイト・ブルース、シカゴ・ブルース、テキサス・ブルース、ピードモント・ブルース、ルイジアナ・ブルース、ウェスト・コースト・ブルース、アトランタ・ブルース、セントルイス・ブルース、イースト・コースト・ブルース、スワンプ・ブルース、ニューオリンズ・ブルース、デルタ・ブルース、ヒル・カントリー・ブルース、カンザスシティ・ブルースなどがその例である。
1960年代はじめに、アフリカ系アメリカ人の音楽の嗜好が変化し始め、ソウルミュージックやリズム・アンド・ブルースへと傾斜すると、カントリー・ブルースは、「フォーク・ブルース」として新たな人気を呼ぶようになり、おもに白人の、大学生くらいの年代の聴衆に受け入れられるようになった。ビッグ・ビル・ブルーンジーやサニー・ボーイ・ウィリアムソンIIのような伝統的なアーティストたちが、フォーク・ブルースのアーティストとして装いを新たに再登場し、ソニー・テリーやブラウニー・マッギーのようなピードモント・ブルースのミュージシャンたちが、アメリカ合衆国のフォーク音楽リバイバル運動の中で活躍するようになった。